# Ligamento poplíteo oblíquo
O ligamento poplíteo oblíquo (LPO) é um ligamento no joelho, que se aprenta como uma das cinco inserções do músculo semimembranoso e é responsável por evitar, em grande parte, a hiperextensão dos joelhos.

## Estrutura
O ligamento poplíteo oblíquo origina-se do tubérculo adutor da face medial do fêmur. Também está fixado na margem superior da fossa intercondiloide e na superfície posterior do fêmur próximo às margens articulares dos côndilos. Ele cruza a fossa poplítea de medial para lateral. Ele se conecta abaixo da margem posterior da cabeça da tíbia.
É uma das cinco inserções do músculo semimembranáceo.
O ligamento poplíteo oblíquo forma parte do chão da fossa poplítea e a artéria poplítea repousa sobre ele. É formado por fascículos separados uns dos outros por aberturas para a passagem de vasos e nervos.
Ele é perfurado pela divisão posterior do nervo obturador, bem como do nervo genicular médio, da artéria genicular média e da veia genicular média.

## Função
O ligamento poplíteo oblíquo reduz a rotação em torno da articulação do joelho. Quando o joelho está em extensão total, esse ligamento evita a deformidade em valgo. Reduz a rotação externa da tíbia e a rotação interna do fêmur.

## Significado clínico
O ligamento poplíteo oblíquo pode ser danificado, causando a deformidade em valgo. O reparo cirúrgico do ligamento geralmente leva a melhores resultados do que tratamentos mais conservadores .
O ligamento poplíteo oblíquo pode ser cortado durante a cirurgia artroscópica de reparo de menisco.

## Imagens adicionais

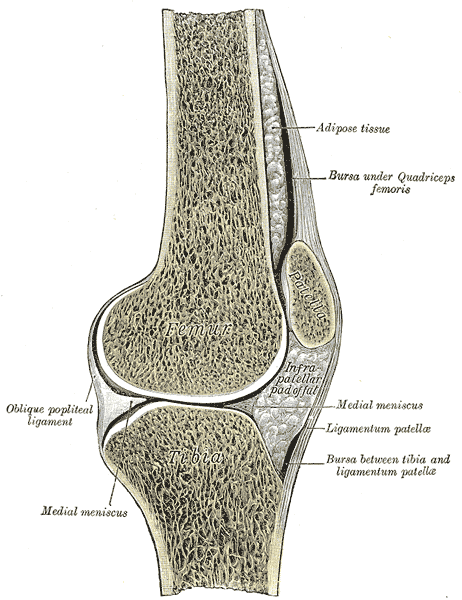
Seção sagital da articulação do joelho direito.